# 谷书堂
谷书堂（1925年10月15日—2016年3月27日）是一位中国经济学家、教育家。

## 生平
1925年出生于山东省威海市人，1946年考入国立南开大学，1950年毕业获学士学位并留校任教，一直在南开大学从事经济学领域的教学和科研工作，曾任南开大学经济研究所所长、南开大学经济学院教授。1979年12月，由谷书堂主编的《政治经济学（社会主义部分）》正式出版，成为中国大陆北方各高校通用的经济学教科书，被称为“北方本”，该书突破了苏联教科书的框架、吸取当时理论界的最新研究成果并历经多次修订，在中国经济学科教育领域具有较高影响力。